# Ташендорф
Та́шендорф или Ле́джборецы (нем. Taschendorf; в.-луж. Ledźborecy) — деревня в Верхней Лужице, Германия. Входит в состав коммуны Буркау района Баутцен в земле Саксония. Подчиняется административному округу Дрезден.

## География
Находится примерно в 15 километрах западнее Будишина и в семи километрах на юго-запад от города Бископицы.
Соседние населённые пункты: на западе — административный центр коммуны Буркау, на севере — деревня Горни-Вуезд, за лесом Таухервальд на востоке — деревни Вульки-Восык и Лютыйецы коммуны Гёда, на юго-востоке — деревни Штаха и Пола и на юге — деревня Шёнбрунн (входит в гоордские границы Бишофсверды).
Деревня не входит в официальную Лужицккую поселенческую область.

## История
Впервые упоминается в 1532 году под наименованием Taschendorff.
С 1936 по 1994 года входила в состав коммуны Ухист-ам-Траухер. С 1994 года входит в современную коммуну Буркау.
Исторические немецкие наименования:
- Taschendorff, 1532
- Taschendorf, 1791

## Население
Согласно статистическому сочинению «Dodawki k statisticy a etnografiji łužickich Serbow» Арношта Муки в 1884 году в деревне проживало 95 человек (из них — 35 серболужичанина (37 %)).
| 1834 | 1871 | 1890 | 1910 | 1925 | 2011 |
| ---- | ---- | ---- | ---- | ---- | ---- |
| 68   | 104  | 111  | 97   | 117  | 68   |

## Достопримечательности
Памятники культуры и истории земли Саксония
- Конюшня, ул. Bischofswerdaer Straße 11, XIX век (№ 09289482);
- Конюшня и два боковых корпуса с трёхсторонним двором, ул. Bischofswerdaer Straße 17, XIX век (№ 09289479);
- Конюшня, жилой дом, две боковые хозяйственные постройки и двое ворот, ул. Bischofswerdaer Straße 18, 1860 год (№ 09289480);
- Конюшня, ул. Bischofswerdaer Straße 20, вторая половина XIX века (№ 09289481).